# Koczarki
Koczarki [pronunciación en polaco: /kɔˈt͡ʂarki/] (en alemán, Kotzargen) es un pueblo ubicado en el distrito administrativo (gmina) de Kętrzyn, en el condado de Kętrzyn, voivodato de Varmia y Masuria, Polonia. Según el censo de 2011, tiene una población de 269 habitantes.
Está ubicado aproximadamente a 13 kilómetros al sureste de Kętrzyn y a 68 kilómetros al este de la capital regional, Olsztyn.
Antes de 1945, el área fue parte de Alemania (Prusia Oriental).